# Tekstlinguïstiek
De tekstlinguïstiek of tekstologie is in de jaren 60 van de 20e eeuw ontwikkelde vergelijkende discipline binnen de toegepaste taalkunde die zich toelegt op het analyseren van teksten op zinsoverstijgend niveau. Onderzocht wordt welke factoren een tekst samenhang geven en welke tekstsoorten er zijn. De tekstlinguïstiek ontstond uit het besef dat de meeste taaluitingen het zinsniveau overstijgen. De taalkunde kon zich dus niet langer beperken tot syntactische analyse, maar moest 'transfrastisch' te werk gaan. 
Literatuurwetenschap, recht en theologie worden beschouwd als disciplines die nauw verwant zijn aan de tekstlinguïstiek. Het literair genre, de retorica en de stilistiek hebben aan de tekstologie ten grondslag gelegen.

## Beschrijving
In de tekstlinguïstiek staat ten eerste de vraag centraal welke eigenschappen van een tekst maken dat deze zich onderscheidt van een "niet-tekst" - in zoverre dit onderscheid van toepassing is - en wat de  interpretatie van de tekst als zodanig is, ofwel de tekstrepresentatie.

### Tekstualiteit: enkele criteria
Criteria die in het algemeen gelden als randvoorwaarde voor tekstualiteit zijn coherentie en cohesie, ofwel de inhoudelijke en formele verbindingen tussen zinnen. Elementen die hiervoor met name worden gebruikt zijn endoforen en exoforen, connectoren, lidwoorden, coreferentie, thematische progressie, herhaling van lexemen, lexeemvariatie en/of isotopie. De zinnen in een tekst hangen op een bijzondere wijze samen. De cohesie wordt onder meer bevorderd door herhaling van woorden, variatie met synoniemen, pronominalisering (de vervanging van een zelfstandig naamwoord uit de vorige zin door een persoonlijk voornaamwoord) en dergelijke meer. De coherentie is vooral een kwestie van semantiek: hoe volgen zinnen en alinea's (chrono)logisch op elkaar? Welke cognitieve relaties bestaan er tussen de opeenvolgende zinnen en onderdelen van een tekst? Nog andere criteria voor tekstualiteit zijn de tekstfunctie evenals het thema en de afbakening van de tekst.

### Gesproken en geschreven taal
Het onderscheid tussen gesproken en geschreven taal geldt eveneens binnen de tekstlinguïstiek. Met betrekking tot de gesproken taal verwijst het begrip "tekst" namelijk specifiek naar alle vormen van verbale communicatie. De non-verbale en/of fonetische elementen die tevens deel uitmaken van de gesproken taal - zoals de intonatie bij het spreken - en de paralinguïstische elementen - zoals de lichaamshouding en alle vormen van gebarentaal - behoren tot de non-verbale communicatie en vallen daarom niet binnen het onderzoeksgebied van de tekstlinguïstiek. In de geschreven taal spelen non-verbale en paralinguïstische elementen zo goed als geen enkele rol.

### Overig
De tekstologie houdt zich verder nog bezig met de classificatie van teksten (bijvoorbeeld naar tekstsoort, hun structuur, hun functie als communicatiesysteem en de uiteindelijke ontvangst in bepaalde maatschappelijke kringen (de doelgroep). De analyse van tekstsoorten gaat na welke tekstinterne en pragmatische eigenschappen kenmerkend zijn voor bepaalde klassen van teksten: een kookrecept, een recensie, een nieuwsbericht, een verzoekschrift, een column enzovoort. Hier blijkt een nauwe band te bestaan tussen de tekstlinguïstiek en de pragmatiek.